# マルティン・コダス

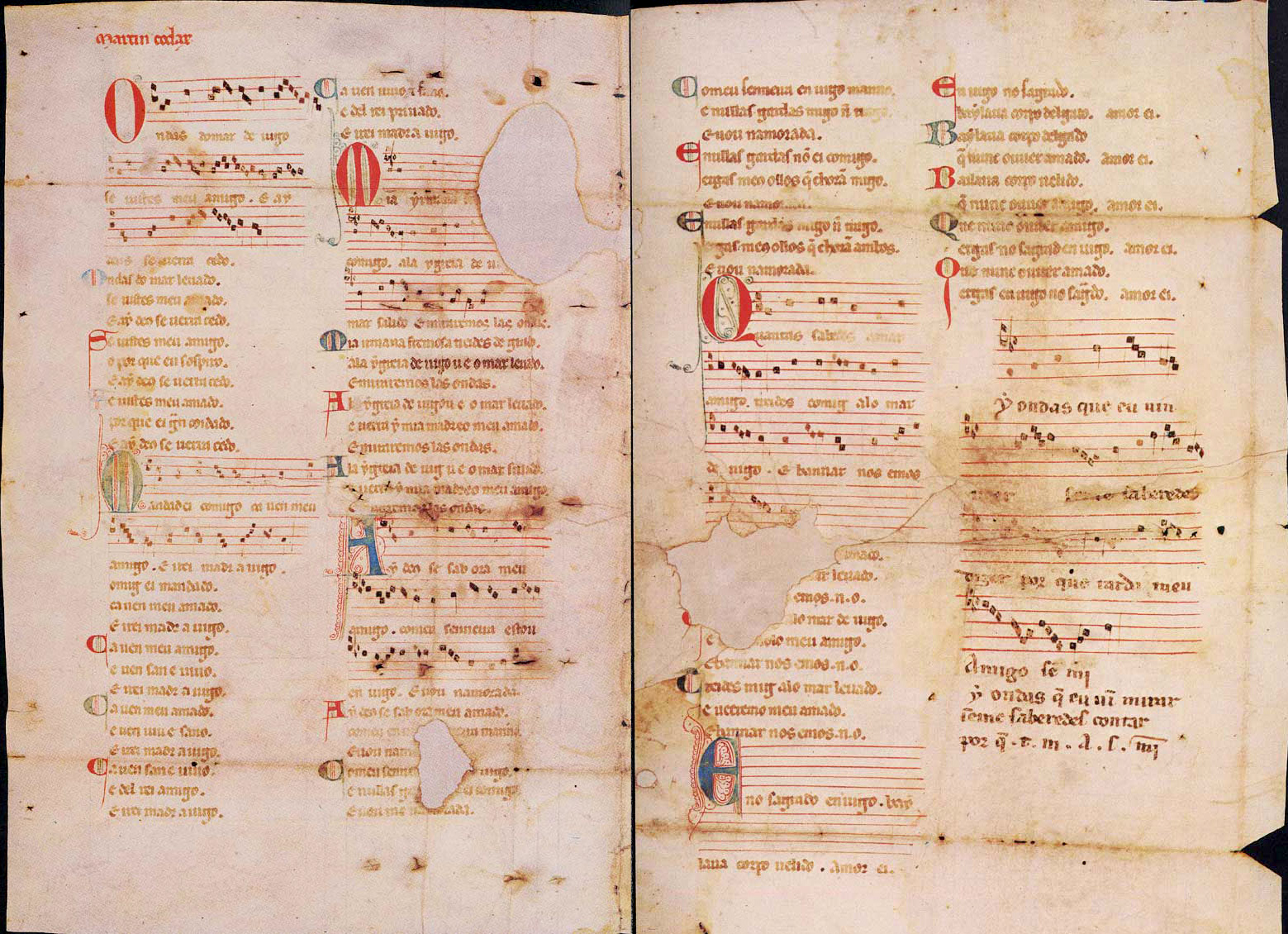
マルティン・コダス

マルティン・コダックス（Martín Codax）は13世紀中ごろに活躍したガリシアのトロバドール。ビーゴ近郊に住む隠者であったらしい。マルティン・コダックスの詩はガリシア語で書かれた世俗的な韻文だけであり、どれも音楽つきで現存している。なかでも、1914年に再発見された恋愛詩『七つのカンティーガス・デ・アミーゴ』が有名。
| スタブアイコン | サブスタブ | この項目は、まだ閲覧者の調べものの参照としては役立たない、人物に関連した書きかけの項目です。この項目を加筆・訂正などしてくださる協力者を求めています（P:人物伝/PJ:人物伝）。 |